# Rapperswil (Berno)
Rapperswil – gmina (niem. Einwohnergemeinde) w Szwajcarii, w kantonie Berno, w regionie administracyjnym Seeland, w okręgu Seeland. 1 stycznia 2013 do gminy przyłączono gminę Ruppoldsried, a 1 stycznia 2016 gminę Bangerten.

## Demografia
W Rapperswil mieszka 2675 osób. W 2020 roku 6,6% populacji gminy stanowiły osoby urodzone poza Szwajcarią.

## Transport
Przez teren gminy przebiegają autostrada A6 oraz drogi główne nr 6, nr 251 i nr 252.